# Rogelio Delgado
Rogelio Wilfrido Delgado Casco (Asunción, 12 de octubre de 1959) es un exfutbolista y entrenador paraguayo. Jugaba de defensa, militando y brillando en importantes clubes de Paraguay, Argentina y Chile. 
En su puesto de defensa es considerado uno de los mejores que ha dado el fútbol paraguayo en la segunda mitad del siglo XX.
Actualmente es el presidente de Futbolistas Asociados del Paraguay (FAP).

## Trayectoria
Debutó profesionalmente en 1976 en el Club Olimpia, ganando los títulos nacionales de 1978, 1979, 1980, 1981, 1982, 1983 y 1985. En 1979 formó parte del plantel que ganó el campeonato paraguayo, la Copa Libertadores de América, la Copa Interamericana y la Copa Intercontinental.
Entre 1987 y 1992 defendió los colores del Independiente, de la primera división argentina. En este club jugó un total de 96 partidos, anotando 4 goles. 
En 1992, aceptando la propuesta de Arturo Salah, llegó a reforzar a la Universidad de Chile. Dos años después de llegar, el club logró el título después de 25 años sin ganar un campeonato, este hecho lo llevó a transformarse en todo un ídolo para la hinchada de Universidad de Chile. Luego de salir de Chile, estuvo cerca de cumplir su sueño de jugar en otro grande como Cerro Porteño, pero no se pudo dar.
Ya retirado, fue ayudante técnico de su compatriota Gustavo Benítez en Colo-Colo y jugó un partido por ese club,  ante la emergencia de no tener defensas en óptimas condiciones y de manera excepcional jugó en la Liguilla de la Copa Libertadores de 1995 ante Deportes Temuco. El haber jugado un partido por el máximo rival de Universidad de Chile significó molestia para los hinchas azules. 
Como técnico, participó en el único descenso a Segunda División de Unión Española en 1997, cuadro que ostenta una larga historia en el fútbol chileno.

## Selección nacional
Fue internacional con la Selección de fútbol de Paraguay entre 1983 y 1990, con la que jugó 53 partidos y anotó 6 goles.

### Participaciones en Copas del Mundo
| Mundial                        | Sede   | Resultado   |
| ------------------------------ | ------ | ----------- |
| Copa Mundial de Fútbol de 1986 | México | 8° de final |

### Participaciones en Copas América
| Copa América      | Sede          | Resultado    |
| ----------------- | ------------- | ------------ |
| Copa América 1983 | Sin sede fija | Semifinal    |
| Copa América 1987 | Argentina     | Primera fase |
| Copa América 1989 | Brasil        | Tercer lugar |

## Clubes
| Club                    | País      | Año       |
| ----------------------- | --------- | --------- |
| Olimpia                 | Paraguay  | 1976-1987 |
| → Enrique Happ (cedido) | Bolivia   | 1976      |
| Independiente           | Argentina | 1987-1992 |
| Universidad de Chile    | Chile     | 1992-1994 |
| Colo-Colo               | Chile     | 1995      |

## Palmarés

### Campeonatos nacionales
| Título           | Club                 | País      | Año       |
| ---------------- | -------------------- | --------- | --------- |
| Primera División | Olimpia              | Paraguay  | 1978      |
| Primera División | Olimpia              | Paraguay  | 1979      |
| Primera División | Olimpia              | Paraguay  | 1980      |
| Primera División | Olimpia              | Paraguay  | 1981      |
| Primera División | Olimpia              | Paraguay  | 1982      |
| Primera División | Olimpia              | Paraguay  | 1983      |
| Primera División | Olimpia              | Paraguay  | 1985      |
| Primera División | Independiente        | Argentina | 1988-1989 |
| Primera División | Universidad de Chile | Chile     | 1994      |

### Copas internacionales
| Título                | Club    | Sede         | Año  |
| --------------------- | ------- | ------------ | ---- |
| Copa Libertadores     | Olimpia | Buenos Aires | 1979 |
| Copa Intercontinental | Olimpia | Asunción     | 1979 |
| Copa Interamericana   | Olimpia | Asunción     | 1980 |

### Distinciones individuales
| Distinción                                                                              | Año  |
| --------------------------------------------------------------------------------------- | ---- |
| Incluido dentro de las 50 mejores figuras históricas de Universidad de Chile por AS.com | 2016 |